# 日本土地家屋調査士会連合会
日本土地家屋調査士会連合会（にほんとちかおくちょうさしかいれんごうかい、略称・日調連）は、土地家屋調査士法第57条に基づき設立された特別民間法人。各都道府県の土地家屋調査士会で構成されており、土地家屋調査士は都道府県土地家屋調査士会を通じて日本土地家屋調査士会連合会に備え付けられている土地家屋調査士名簿に登録することが義務付けられている。

## 概要
- 所在地 - 東京都千代田区神田三崎町1-2-10 土地家屋調査士会館
- 会長 - 岡田潤一郎（愛媛会）
- 設立目的 - 土地家屋調査士法第57条に基づき、土地家屋調査士会及びその会員の指導及び連絡に関する事務、ならびに土地家屋調査士名簿の登録に関する事務を行う。

## 歴史
- 1950年11月13日 - 設立。
- 2003年8月1日 - 特別民間法人となる。